# Хенли, Джорджи
Джорджи́на Хе́лен (Джо́рджи) Хе́нли (англ. Georgina Helen "Georgie" Henley, 9 июля 1995, Илкли, Уэст-Йоркшир) — английская актриса. Стала известна по роли Люси Певенси в фильме «Хроники Нарнии: Лев, колдунья и волшебный шкаф», за которую получила премию «Phoenix Film Critics Society Award» в номинации «Лучшая женская роль» среди юных актёров.

## Ранняя жизнь и образование
Сестра Джорджи, Рейчел Хенли, сыграла взрослую Люси Певенси в фильме «Хроники Нарнии: Лев, Колдунья и волшебный шкаф». Также у Джорджи есть другая старшая сестра, Лора.
Джорджи живёт в Илкли, с 2013 года изучала английский язык и литературу в Клэр-колледже Кембриджского университета. В июне 2016 года окончила Клэр-колледж Кембриджского университета со степенью бакалавра искусств.

## Карьера
В раннем детстве снималась в рекламах. Позже Джорджи играла в местном театральном кружке под названием Ilkley Upstagers, где её и обнаружил кастинг-директор Пиппа Холл во время кастинга для съемок фильма. Джорджи получила роль, обойдя более 2000 других претенденток. Джорджи о съемках в «Хрониках Нарнии»: «Я была поражена масштабностью съемок, сначала страшно было даже поверить в то, что происходило. Но мне все очень помогали, за что огромное спасибо нашей замечательной съёмочной группе!». Фильм собрал в прокате более 700 миллионов долларов и принес Джорджи две премии — Phoenix Film Critics Society Award и Young Artist Award.
Роль Люси Джорджи сыграла и в продолжении фильма «Хроники Нарнии: Принц Каспиан» 2008 года, а также в третьей части «Хроники Нарнии: Покоритель Зари», премьера которого состоялась в 2010 году. После выхода фильма «Хроники Нарнии: Лев, колдунья и волшебный шкаф» Джорджи также играла в постановке своей театральной группы Babes in the Wood, увидеть которую можно было с 27 января по 4 февраля 2006 года. Также она исполнила роль молодой Джейн Эйр в адаптации одноимённого фильма на телеканале BBC.
Во время учёбы в Кембриджском университете Джорджи Хенли участвовала в театральных спектаклях «Play it Again Sam» (рус. «Сыграй ещё раз, Сэм») Вуди Аллена, «The Penelopiad» (рус. «Пенелопиада») Маргарет Этвуд, «The Trojan Women» (рус. «Троянки») и «A Clockwork Orange» (рус. «Заводной апельсин») Энтони Берджесса.
В 2014 году Джорджи Хенли приняла участие в Эдинбургском фестивале вместе с Cambridge Shortlegs, ещё раз сыграв в «Пенелопиаде» роль Эвриклеи. В 2015 году Джорджи сняла свой первый короткометражный фильм «Tide» (рус. «Прилив»). В 2019—2020 году исполняла роль королевы Шотландии Маргарет Тюдор в телесериале канала Starz «Испанская принцесса».

## Фильмография
| Год  |    | Русское название                                               | Оригинальное название                                          | Роль            |
| ---- | -- | -------------------------------------------------------------- | -------------------------------------------------------------- | --------------- |
| 2005 | ф  | Хроники Нарнии: Лев, колдунья и волшебный шкаф                 | The Chronicles of Narnia: The Lion, the Witch and the Wardrobe | Люси Певенси    |
| 2005 | ки | The Chronicles of Narnia: The Lion, the Witch and the Wardrobe | The Chronicles of Narnia: The Lion, the Witch and the Wardrobe | Люси Певенси    |
| 2006 | тф | Джейн Эйр                                                      | Jane Eyre                                                      | юная Джейн      |
| 2008 | ф  | Хроники Нарнии: Принц Каспиан                                  | The Chronicles of Narnia: Prince Caspian                       | Люси Певенси    |
| 2008 | ки | The Chronicles of Narnia: Prince Caspian                       | The Chronicles of Narnia: Prince Caspian                       | Люси Певенси    |
| 2010 | ф  | Хроники Нарнии: Покоритель зари                                | The Chronicles of Narnia: The Voyage of the Dawn Treader       | Люси Певенси    |
| 2014 | ф  | Школьный проект                                                | Perfect Sisters                                                | Бет Андерсон    |
| 2014 | ф  | Сестринство ночи                                               | The Sisterhood of Night                                        | Мэри Уоррен     |
| 2017 | ф  | Доступ ко всем областям                                        | Access All Areas                                               | Нат             |
| 2019 | с  | Испанская принцесса                                            | The Spanish Princess                                           | Маргарита Тюдор |